# Romalea microptera

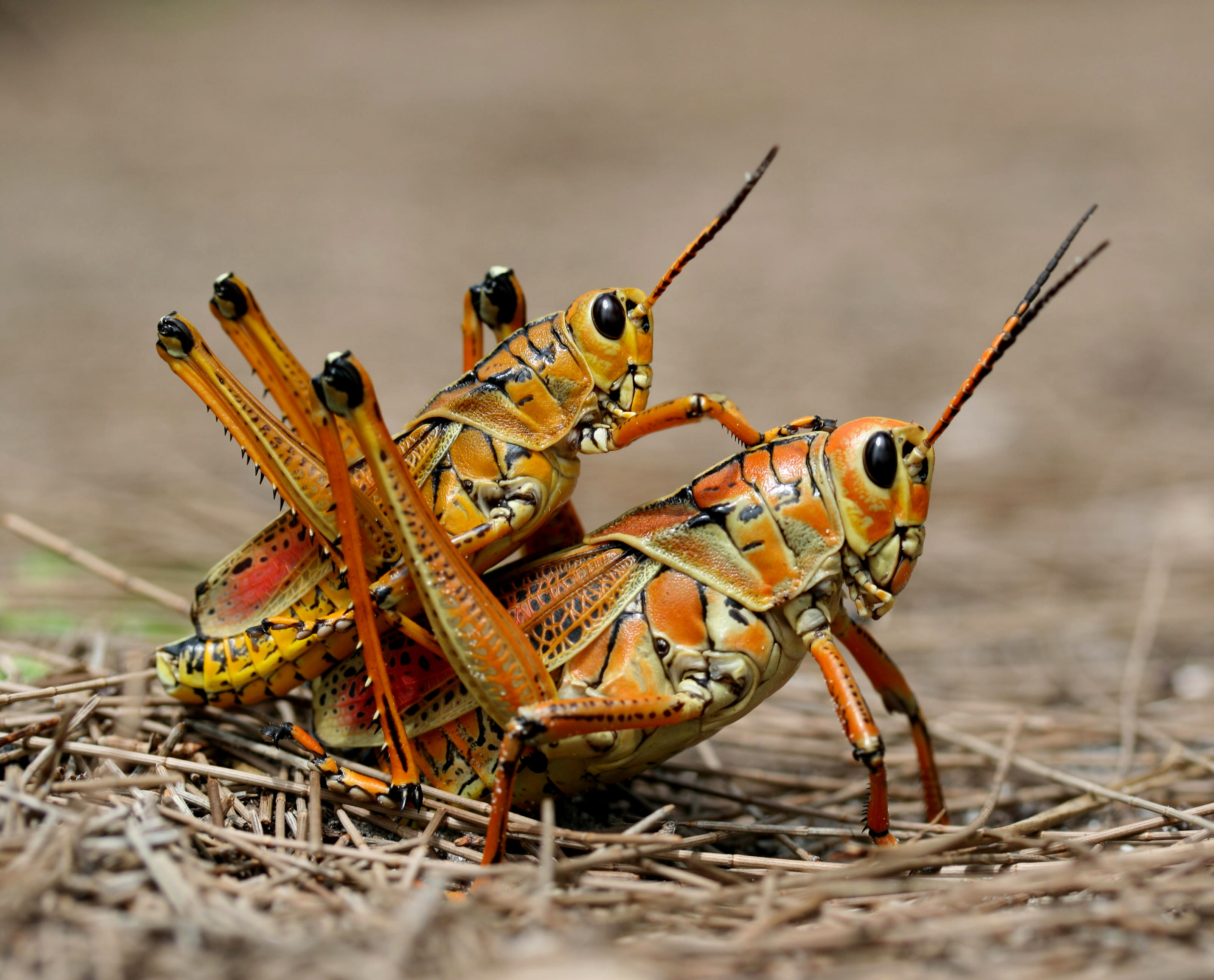
Paarung

Romalea microptera ist eine Kurzfühlerschrecke aus der Familie der Romaleidae. Sie ist die einzige Art der (damit monotypischen) Gattung Romalea.

## Merkmale
Die Tiere erreichen eine Körperlänge von 60 (Männchen) bis 80 Millimetern (Weibchen) und ein Gewicht von 9 Gramm, sie gehören damit zu den größten Kurzfühlerschrecken. Der Körper ist recht robust, während die Beine dünn bleiben. Die Flügel sind verkürzt und deutlich kürzer als der Hinterleib; die Tiere sind nicht flugfähig. Die langsamen, unbeholfen wirkenden Bewegungen haben den Tieren den amerikanischen Trivialnamen „Lubber“ („Lümmel“) eingebracht.
Die Art ist durch ihre Warnfärbung (Aposematismus) gekennzeichnet und weist so potentielle Fressfeinde auf ihre Giftigkeit hin. Sie kommt in mehreren Farbmorphen vor, die innerhalb ihres Verbreitungsgebiets überall nebeneinander leben können. Die Grundfarbe der hellen Morphe ist mattgelb mit schwarzen Flecken und Zeichnungselementen unterschiedlicher Ausdehnung. Die Segmentabschnitte sind schwarz gefärbt. Die Oberseite des Kopfs und des Thorax sind meist blass orange gefärbt. Die Deckflügel (Tegmina) sind gelb mit schwarzen Flecken, die (normalerweise verdeckten) Hinterflügel leuchtend rot mit schwarzem Rand. Die dunklen Zeichnungselemente können unterschiedliche Ausdehnung erreichen, bis hin zu einer schwarzen Morphe, die nur noch einige wenige gelbe Flecken aufweist; sie ähneln dadurch den Nymphen, von denen sie aber leicht an der Ausbildung der Flügel unterschieden werden können.
Die Nymphen unterscheiden sich von der Färbung stark von den adulten Tieren, wobei ihre Färbung keine Rückschlüsse auf die Färbung der Adulti zulässt. In der Regel ist ihre Grundfärbung schwarz. Auf dem Rücken (dorsal) zieht sich ein auffallender gelber, oranger oder roter Längsstreifen entlang, weitere farbige Abzeichen können am Rand des Pronotums, der Abdominalsegmente und am Kopf auftreten.

## Giftwirkung
Romalea microptera ist in allen Stadien giftig. Die Imagines besitzen zudem dorsale Giftdrüsen (umgewandelte Stigmen am Metathorax), mit denen sie möglichen Fressfeinden, von Zischlauten begleitet, ein giftiges Sekret entgegenschleudern können; ggf. hüllen sie sich in dem schaumigen Sekret ein. Das Gift besteht aus mit der Nahrung aufgenommenen und sequestrierten sekundären Pflanzenstoffen in Verbindung mit selbst synthetisierten Substanzen. Als große Ausnahme unter den giftigen Insekten vermag die Art zahlreiche pflanzliche Substanzen verschiedenster Pflanzenarten zu nutzen, wodurch sich die Zusammensetzung des Gifts individuell unterscheidet. Neben verschiedenen Phenolen, Ketonen und Chinonen ist ein Hauptbestandteil des Gifts das Sesquiterpenoid Romallenon. Daneben können andere Substanzen hinzukommen, beim Fraß an Lauch-Arten werden auch sulfidhaltige Metabolite genutzt.
Bei Tests an 119 insektenfressenden Vogel- und Eidechsen aus 21 Arten lehnten alle die Heuschrecken ab bzw. spuckten diese wieder aus; kam es zum Verschlucken, resultierte meist Erbrechen. Auch bei Beobachtungen im Lebensraum wurden die Tiere in der Regel von insektenfressenden Vögeln ignoriert. Einzige bekannte Ausnahme ist der Louisianawürger Lanius ludovicianus. Diese Vogelart jagt die Heuschrecken und spießt sie anschließend (typisch für die Gattung) auf Dornen auf; offensichtlich ist der Giftstoff nach dem Tod der Heuschrecke nicht lange stabil. Auch der Louisianawürger frisst allerdings nur Kopf und Hinterleib und lässt den Thorax  mit den Giftdrüsen liegen, während dieser bei anderen Heuschreckenarten sehr gern verzehrt wird.

## Verbreitung
Das Verbreitungsgebiet von Romalea microptera ist in Nordamerika auf ein Gebiet im Süden und Osten der Vereinigten Staaten entlang der Golfküste und der südlichsten Atlantikküste beschränkt. Sie kommt in ganz Florida vor, außerdem in Tennessee, Georgia, Alabama, Mississippi, Louisiana, Arkansas und dem Osten von Texas. In diesem Gebiet ist sie die einzige Art der Romaleidae. Die etwas ähnliche Taeniopoda eques („Horse Lubber“) lebt nur in wüstenartigen Lebensräumen weiter westlich. Beide Arten können sich (bei künstlich hergestelltem Kontakt) miteinander paaren und lebensfähigen Nachwuchs produzieren.

## Lebenszyklus
Romalea microptera bildet eine Generation pro Jahr aus. Imagines sind langlebig und beinahe ganzjährig anzutreffen. Weibchen legen ihre Eier in den Sommermonaten ab. Die Eier sind in Gelegen zu jeweils 30 bis 80 zusammengefasst, die von einem schaumigen Sekret umhüllt werden. Diese werden vom Weibchen mit den Hinterleibsvalven in feuchtem Boden eingegraben. Ein Weibchen kann im Laufe seines Lebens drei bis fünf Gelege produzieren. Die Gelege überwintern, die Nymphen schlüpfen im März (im Süden Floridas schon im Februar) aus. Die Art besitzt, wie die meisten Verwandten, fünf Nymphenstadien (bei Weibchen selten und ausnahmsweise auch sechs). Die meisten Tiere erreichen das Adultstadium im Juli bzw. August.
Die Art ist unter den Heuschrecken eine Ausnahme, indem die Nymphen nach dem Schlupf sich nicht zerstreuen, sondern zusammen bleiben. Dieses gregäre Verhalten ist bei Heuschrecken auf wenige Arten beschränkt. Es wird durch die Giftigkeit der Nymphen erklärt, weil dadurch potentielle Prädatoren nach Kontakt mit einem Tier auch die anderen meiden. Weitere Vorteile (z. B. bei der Thermoregulation) werden spekuliert, sind aber bisher nicht nachgewiesen. Die Tiere vereinzeln sich meist beim Fressen tagsüber etwas, sie versammeln sich nachts an erhöhten Plätzen, z. B. auf Büschen.

## Ökologie
Die Art lebt in bodenfeuchten bis hin zu sumpfigen Lebensräumen, bevorzugt in offenen Kiefernwäldern, Kulturland und Unkrautvegetation, z. B. an Straßen- und Wegrändern. Sie ist in ihrer Ernährung überwiegend ein generalistischer (polyphager) Pflanzenfresser an krautigen Arten mit einer Vorliebe für Blüten und Blütenstände. Bekannte Nahrungspflanzen sind z. B. Cnidoscolus stimulosus („Stinging Nettle“, Euphorbiaceae), Amerikanische Kermesbeere (Phytolacca americana), Herzblättriges Hechtkraut (Pontederia cordata), Amerikanischer Eidechsenschwanz (Saururus cernuus) und Breitblättriges Pfeilkraut (Sagittaria latifolia). Durch Fraß an (jungen) Zitruspflanzen (Citrus) gelten sie als ökonomische Schädlinge und werden in vielen Regionen Floridas meist mit Insektiziden bekämpft. Wie viele Heuschreckenarten, ist sie allerdings kein reiner Pflanzenfresser, sondern nimmt auch tierische Nahrung an, wenn sich Gelegenheit dazu bietet. Das sind vor allem tote, verletzte oder frisch gehäutete Beutetiere. Giftige Arten bewirken dabei, ganz wie bei den Pflanzenarten, keine Abschreckung.
Obwohl sie aufgrund ihrer Giftwirkung gegen Prädatoren gut geschützt sind, besitzen sie zahlreiche Feinde. Wichtigster Antagonist ist eine parasitoide Raupenfliege (Fam. Tachinidae), Anisia serotina. In manchen Populationen sind 60 bis 90 Prozent der Tiere von dieser Art parasitiert. Weitere wichtige Parasitoide sind Blaesoxipha opifera und Blaesoxipha hunter (Fam. Sarcophagidae, Fleischfliegen). Wie typisch für fast alle Heuschreckenarten, gibt es auch bei dieser Art keine parasitoiden Hautflüglerarten.

## Taxonomie
Romalea microptera ist einzige Art der (damit monotypischen) Gattung Romalea. Die Art wurde als Acridium micropterum von dem französischen Forscher Palisot de Beauvois erstbeschrieben. Das ältere Synonym Romalea guttata, unter dem die Art in vielen Veröffentlichungen geführt wird, wurde von der Kommission für zoologische Nomenklatur als nomen oblitum (vergessener Name) unterdrückt.

## Belege